# 민시아
민시아(본명: 이혜인, 1991년 2월 25일~ )는 대한민국의 레이싱 모델이다.  키 171 몸무게 45

## 경력

### 레이싱모델 경력
- 2013년 - 서울모터쇼 닛산 모델
- 2013년 - 넥센타이어 레이싱모델
- 2012년 - CJ레이싱팀 레이싱모델
- 2012년 - 서울오토살롱 레이싱모델
- 2012년 - 대구모터쇼 레이싱모델
- 2011년 - F1 코리아 그랑프리 그리드걸
- 2011년 - 서울모터쇼 폭스바겐 모델
- 2010년 - 부산모터쇼 기아자동차 모델
- 2009년 - 서울모터쇼 현대자동차 모델
- 2009년 - 태백 모터스포츠 매니아 페스티벌 레이싱모델

## 특이 사항
- 레이싱모델 송주아와 같은 해, 같은 달, 같은 날에 태어났다.